# Il Sergente York
Il Sergente York (en español, El Sargento York) es una historieta italiana del Oeste de la Casa Editrice Audace (hoy Sergio Bonelli Editore), creada por Roy D'Amy.

## Argumento
El protagonista es el Sargento York, soldado de la ficticia «Legión Extranjera del Oeste», un cuerpo especial encargado de patrullar la Frontera. En la base de la Legión, Fort Hope, están destacados soldados de todo el mundo:  el italiano Antonio Caruso, el estadounidense Flinty, el escocés Jolly Jock, el refinado capitán francés Jean Leroux, el irlandés Sean O'Donnel, el canadiense Roseberry, el cosaco Vassili Ivan Petrovic Karakazoff Smolensky, el violinista austriaco Oscar Strauss, el polaco Toplinsky, además del huérfano Pretty Boy, del valiente Parnell y del coronel Hoover.